# Christmas In The City
Christmas In The City  (с англ. — «Рождество в городе») — третий студийный и рождественский альбом американской исполнительницы Лии Мишель. Релиз альбома состоялся 25 октября 2019 под руководством лейбла Sony Music Entertainment. Продюсерами альбома выступили братья Алекс и Адам Андэрсы, которые так же работали над треками для сериала Хор. Альбом включает в себя оригинальный трек «Christmas In New York», написанный самой Лией Мишель и три дуэтных композиции — трек «I’ll Be Home for Christmas», записанный с лучшим другом Лии и бывшим коллегой по сериалу Хор Джонатаном Гроффом, трек «White Christmas», записанный так же с бывшим коллегой по сериалу Дарреном Криссом и трек «Ангелы, к нам весть дошла», записанный с британской певицей и актрисой Синтией Эриво.

## Создание и запись альбома
Мишель назвала альбом Christmas In The City потому, что она выросла в Нью-Йорке, назвав зимний сезон «таким прекрасным временем года». Также она дополнила, что «всегда мечтала записать рождественский альбом[…] Каждая песня, которую я выбрала являются моими самыми любимыми». Мишель назвала оригинальный трек «Christmas In New York», «настоящим гимном альбома», уточнив, что «он рисует эту прекрасную картину Нью-Йорка, но также она действительно о том, что значит быть с семьей и друзьями в Рождество, и чувствовать этот праздничный дух».

## Синглы
20 сентября 2019 года, вместе с пред-заказом альбома стал доступен трек «It’s the Most Wonderful Time of the Year», который стал первым промосинглом в поддержку альбома.
19 ноября 2019 года песня «Christmas In New York» стала лид-синглом в поддержку альбома и в этот же день состоялась премьера видеоклипа. Автором песни выступила сама Лиа Мишель.

## Рецензия
Город, о котором идёт речь в Christmas In The City, естественно является Нью-Йорком — местом действия стольких праздничных сцен. Лиа Мишель пытается запечатлеть часть этого духа на своем первом рождественском альбоме, заходя так далеко, что привлекает Бродвейских звёзд Джонатана Гоффа и Синтию Эриво для дуэтов, но гость, который действительно показывает звук и ощущение альбома — это Даррен Крисс, выпускник Хора. Он здесь не единственный выпускник Хора. Продюсеры Адам Андерс и Пэр Астром управляют Christmas In The City, убеждаясь, что оно чувствует себя в стиле ретро, но в то же время современным и свежим — тот же трюк, который они раз за разом проворачивали в телесериале. Поскольку альбом задуман как возвращение к праздничным тропам середины 20-го века, он имеет тенденцию казаться немного более суетливым, чем то, что показывали по телевизору, но традиция — это то, где процветает Лиа Мишель. Она со смаком хватается за песни и аранжировки, поет как актриса, которая наконец-то получила заветную роль, и её энтузиазм придает альбому немного жизни.

## Список композиций
| №                   | Название                                                 | Длительность |
| ------------------- | -------------------------------------------------------- | ------------ |
| 1.                  | «It's the Most Wonderful Time Of The Year»               | 2:32         |
| 2.                  | «Have Yourself A Merry Little Christmas»                 | 2:45         |
| 3.                  | «Christmas In New York»                                  | 3:15         |
| 4.                  | «I’ll Be Home For Christmas» (featuring Jonathan Groff)  | 3:13         |
| 5.                  | «Do You Want To Build A Snowman?»                        | 3:03         |
| 6.                  | «Rockin' Around The Christmas Tree»                      | 2:57         |
| 7.                  | «Silent Night»                                           | 3:13         |
| 8.                  | «White Christmas» (featuring Darren Criss)               | 3:14         |
| 9.                  | «Silver Bells»                                           | 2:32         |
| 10.                 | «Angels We Have Heard On High» (featuring Cynthia Erivo) | 3:29         |
| 11.                 | «O Holy Night»                                           | 5:03         |
| Общая длительность: | Общая длительность:                                      | 33:56        |

| №   | Название                         | Длительность |
| --- | -------------------------------- | ------------ |
| 12. | «White Christmas» (Solo Version) | 3:13         |

## Чарты
| Чарт (2019)                        | Высшая позиция |
| ---------------------------------- | -------------- |
| Australian Digital Albums (ARIA)   | 25             |
| Бельгия/Фландрия (Ultratop)        | 175            |
| Бельгия/Фландрия (Ultratop)        | 140            |
| США (Billboard Top Holiday Albums) | 3              |